# Rossella Muroni
Rossella Muroni (Roma, 8 ottobre 1974) è un'attivista e politica italiana, già presidente nazionale di Legambiente.

## Biografia
Si è laureata in Sociologia (indirizzo Ambiente e Territorio).
A quattordici anni non ancora compiuti si iscrive alla Federazione Giovanile Comunista Italiana, frequentando le scuole di politica organizzate dal PCI.
Dal 1994 al 1996 è responsabile nazionale del Centro Solidarietà del Sindacato studentesco della CGIL, dove si occupa dello sportello informativo e di assistenza legale per gli studenti delle scuole medie superiori e delle università. Nel 1996 entra in Legambiente, dove inizialmente lavora nell'ufficio stampa e dal 2002 ricopre la carica di responsabile nazionale delle campagne di informazione, curando le principali attività di informazione e sensibilizzazione di Legambiente: da Goletta Verde al Treno Verde, da Spiagge e Fondali Puliti alla rete internazionale dei campi di volontariato ambientale. Dal 2007 diventa direttore generale dell'associazione e poi presidente nazionale dal 2015 al 2017, lasciando la carica per candidarsi alle elezioni dell'anno successivo.
Sociologa, esperta nei temi della sostenibilità ambientale nell'ambito turistico e di organizzazione dei servizi territoriali, ha contribuito a numerose pubblicazioni associative. Fa parte dell'ufficio di presidenza di Green Italia e del Forum Diseguaglianze e Diversità, è tra i garanti della missione umanitaria collettiva Mediterranea, tra le promotrici de Le Contemporanee start-up sociale e digitale per la parità di genere.

## Attività politica

### Deputata nazionale
Alle elezioni politiche del 2018 viene candidata alla Camera dei Deputati nelle liste di Liberi e Uguali nel collegio uninominale Umbria - 02 (Foligno), ottenendo il 2,41% e fermandosi in quarta posizione (vince il candidato di centrodestra Riccardo Augusto Marchetti con il 37,43%), e nel collegio plurinominale Puglia - 02, dove risulta eletta. Fa parte della Commissione Ambiente, Territorio e Lavori Pubblici di Montecitorio, della Commissione parlamentare di inchiesta sulle attività illecite connesse al ciclo dei rifiuti e su illeciti ambientali ad esse correlati e della Commissione Parlamentare per l'Infanzia e l'Adolescenza.
A inizio legislatura presenta diverse proposte di legge per ridurre il consumo di suolo, la demolizione degli immobili abusivi, l'istituzione anche nell'attuale legislatura della cosiddetta Commissione bicamerale di inchiesta sulle ecomafie, l'introduzione di una forma di carbon-tax, nuovi delitti contro la fauna e flora protette e la proposta sul 'Fishing for Litter' per consentire ai pescatori di fare gli spazzini del mare che è stata abbinata al disegno di legge Costa.
Portano la prima firma di Rossella Muroni anche la mozione di maggioranza approvata da Montecitorio l'11 dicembre 2019 che impegna il Governo a dichiarare l'emergenza climatica e ad affrontarla con misure adeguate e quella di LeU sulle periferie, approvata il 17 luglio 2019, che ha impegnato il Governo a riutilizzare a scopo abitativo, sociale, culturale e sanitario gli immobili pubblici e privati inutilizzati.
Il 23 gennaio 2019 ferma con il proprio corpo un pullman con a bordo dei migranti da trasferire dal Cara di Castelnuovo di Porto perché, come lei stessa ha affermato "a quelle persone non era stato detto dove sarebbero state trasferite e quali condizioni avrebbero trovato. Perché i migranti, come tutte le persone, hanno diritto di essere informati tanto più sul solo 'destino', perché i diritti negati di uno sono diritti negati di tutti."
L'11 maggio del 2022 è approvato in via definitiva dal Parlamento il cosiddetto Ddl SalvaMare. Lo scopo del testo, che prende spunto dalla proposta di legge dell'On. Muroni sul ‘fishing for litter’ e l’ha assorbita, è consentire ai pescatori di portare e conferire a terra i rifiuti che recuperano in mare, nei fiumi, nei laghi o nelle lagune, senza doverne sostenere i costi di smaltimento. Questa legge promuove, inoltre, il riciclo di plastica e altri materiali ‘pescati’. 

#### L'adesione a FacciamoECO
Nel luglio 2020 è eletta vicepresidente della commissione Ambiente e territorio della Camera.
Nel settembre 2020, a poche settimane dal referendum costituzionale sulla riduzione del numero di parlamentari la Muroni annuncia il suo voto contrario.
Nel marzo 2021 annuncia l'uscita dal gruppo di Liberi e Uguali della Camera per formare una nuova componente ecologista nel gruppo misto, grazie al simbolo dei Verdi, denominata Facciamo ECO-Federazione dei Verdi,  insieme ai deputati Lorenzo Fioramonti, anche lui membro di Green Italia, e Alessandro Fusacchia. La componente autonoma cessa a seguito del ritiro del simbolo della FdV deciso da Europa Verde; tuttavia, il 1º agosto 2021 i deputati di Facciamo Eco aderiscono alla componente del misti MAIE-PSI, che cambia conseguentemente denominazione in "MAIE-PSI-Facciamo Eco".

#### La mancata rielezione nel 2022
Alle elezioni politiche del 2022 viene ricandidata alla Camera nel collegio uninominale Lazio 1 - 03 (Roma: Municipio V) da indipendente per la coalizione di centro-sinistra, ottenendo il 26,85% e venendo sconfitta da Fabio Rampelli del centrodestra (43,15%), non è dunque rieletta.

#### L'adesione al Partito Democratico
Nel 2023, dopo la vittoria alle primarie di Elly Schlein, entra nel Partito Democratico, entrando a far parte della Direzione Nazionale del partito.